# Kuren
Kuren (tudi Koren) sta zaselek in hrib (525 mnm) nad Staro Vrhniko v občini Vrhnika.
Kuren leži ob stranski cesti Vrhnika - Rovte nad nasljem Stara Vrhnika. Na vrhu 525 m visokega istoimenskega hriba stoji podružnična cerkev sv. Miklavža, postavljena v prvi polovici 16. stoletja. Cerkev ima pravokotno ladjo in kratek banjasto obokan, prezbiterij s plitvim tristranskim zaključkom, glavni in dva stranska oltarja. Ladjo pokriva na 120 pravokotnih polj razdeljen poslikan lesen strop. Po sredi stropa poteka vzdolžni tram, ki ga podpirata dva lesena nosilna stebra. Poslikava stropa je datirana v leta med 1520 in 1530. Velik glavni oltar je iz leta 1686, stranska oltarja pa sta bila postavljena v 18. stoletju. V ladji so delno ohranjene stenske poslikave s prevladujočim  renesančnim slogom iz časa nastanka cerkve.